# Evagoratus
Evagoratus Zhang, Sun & Zhang, 1994 è un genere di ragni fossili appartenente alla famiglia Salticidae.

## Caratteristiche
Gli esemplari finora raccolti risalgono tutti al Neogene.

## Distribuzione
L'unica specie oggi nota di questo genere è stata rinvenuta in alcune ambre del parco geologico cinese Shanwang National Geological Park, nella provincia dello Shandong.

## Tassonomia
A giugno 2011, questo genere fossile comprende una specie:
- Evagoratus longicruris Zhang, Sun & Zhang, 1994[2] - Cina (Shanwang)